# Cheondogyo
El Cheondogyo chondoísmo o cheondoísmo (en coreano 天道教, 천도교 hangul, Cheondogyo, "la religión de la Vía Celestial") es un movimiento religioso del siglo XX, basado en el movimiento Donghak del siglo XIX, fundado por Choe Jeu, que tuvo sus orígenes en las rebeliones campesinas que surgieron en Corea a partir de 1812, durante la dinastía Joseon. Su teología es básicamente monoteísta y panteísta.

## Orígenes
El cheondoismo hunde sus raíces en el donghak, que a su vez se basa en el chamanismo coreano, el taoísmo y el budismo, con elementos extraídos también de religiones occidentales como el cristianismo.

## Historia
Traducido literalmente, Cheondogyo significa "la religión de la Vía Celestial", donde cheon significa "Cielo", do significa "camino", y gyo significa "religión", "enseñanza", "-ismo".

### Revelación
Existen dos informes, escritos por el propio Choe Je-u, de la revelación que tuvo. Esta revelación, la recibió en abril de 1860 después de una temporada de mucho estudio y meditación.

#### Primer informe
Entonces, de forma inesperada, durante el cuarto mes cuando mi corazón se hallaba afligido y mi cuerpo estaba temblando por una enfermedad extraña, una voz difícil de describir, pero como la de un inmortal me hablo. Me levanté asombrado y [le] pregunté a lo que respondió: "No tengas miedo. La humanidad me llama Señor (sangje). ¿No reconoces al Señor?"
Cuando pregunté al Señor, me respondió: "No tengo ninguna manifestación por lo que debo enviarte a enseñar a la humanidad esta vía. No tengas dudas". Le pregunté: "¿Debo enseñar a la humanidad la Vía del Oeste?", a lo que respondió: "No, poseo un talismán que es llamado el elexir de la inmortalidad (sonyak) y tiene la forma del Gran Último (taeguk) y también como los caracteres. Coge este talismán y cura la enfermedad de la humanidad. Entonces tú también experimentarás la plenitud de la vida y propagarás la virtud por el mundo".

#### Segundo informe
En diciembre de 1861 escribió su segundo informe.

Ahora, en el cuarto mes de 1860, el mundo estaba en desorden y las mentes de las personas se confundían, y nadie sabía a dónde acudir. Extrañas noticias recorren el mundo. Western estableció una doctrina a través de cuya eficacia se podía lograr todo y nadie podía resistir sus armas. China fue quemada y demolida, y Corea no puede escapar al mismo destino. La otra razón es que el camino se llama Camino Occidental, el aprendizaje se llama Catolicismo o la Enseñanza Sagrada. ¿No es que conocen el orden celestial y reciben el Mandato celestial? No hay fin a la enfermedad y la decadencia. Mientras me encogía y lo firmaba, sentí que la fuerza vital del poder divino descendía y me llegaba una enseñanza misteriosa. Aunque [otros] buscaban, quedaba por ver, pero otros escuchaban, permanecían inéditos y parecían aún desconocidos. Después de fortalecer la mente y renovar el espíritu, pregunté: "¿Qué es ser?" La respuesta fue: "Mi corazón es tu corazón (SIM) ¿Cómo puede saber la humanidad si la humanidad sabe del cielo y la tierra, no puede entender a los seres espirituales (kuisin) Pero también soy un ser.?. espiritual. Ahora que comprendes el camino infinito, practícalo y refinalo, ponlo por escrito y enseña a la humanidad y establece su práctica y propaga la virtud. Entonces vivirás muchos años y prosperarás en tu vida, y propagarás la virtud en el mundo".

### Expansión
Choe Je-u formuló el Donghak ("Aprendizaje del Este"), en la década de 1860 para ayudar a aliviar la suerte de los agricultores que sufrían la pobreza extrema y la explotación, así como para restaurar la estabilidad política y social. Sus ideas rápidamente ganaron una amplia aceptación entre los campesinos. Choe adaptó sus temas Donghak a la música para que los agricultores analfabetos pudieran entenderla, aceptarla y recordarla más fácilmente. Sus enseñanzas se han sistematizado y compilado como un mensaje de salvación a los agricultores en peligro.
En primavera de 1861 escribió Sobre la propagación de la virtud (P'odok Mun) y enseñó la importancia de estudiar el confucianismo chino (ren), la necesidad de convertirse en un caballero y en un sabio a través del Camino (el Mandato del Cielo). En diciembre de ese mismo año escribió Una discusión sobre el aprendizaje (Non Hak Mun), en donde enfatizaba la importancia del encantamiento en la práctica del Camino.
En junio del año siguiente, Choe escribió otro tratado, Sobre el cultivo de la virtud (Sudok mun), en el cual declaró que su Vía era casi idéntica a la de Confucio. Choe Jeu enseñó que el confucianismo se había apartado de las enseñanzas de Confucio y que Dios le había mandado para enseñar a la gente el Mandato del Cielo revelado por Confucio y sus discípulos.

### Rebeliones campesinas
Choe Je-u fue acusado de ser católico y entre junio de 1861 y marzo de 1862 se refugió en la provincia de Jeolla fundando en diciembre de 1862 la primera comunidad donghak, gobernado por 16 líderes.
En 1862, el gobierno envió a Choe a prisión aunque fue liberado después de que varios cientos de seguidores lo pidieran. Temiendo que Choe usara a sus seguidores para acabar con la corrupción, el gobierno local preparó un informe en el cual se alertaba de que pretendía derrocar a la monarquía.
La popularidad de su movimiento contribuyó a las revueltas campesinas en Gyeongsang en 1862. Este levantamiento fue directamente atribuido a la explotación de los campesinos pobres por Baek Nak-Sin, un comandante militar recientemente nombrado, que tenía jurisdicción sobre la mitad occidental de la provincia de Gyeongsang.
Periódicamente, la sequía y las inundaciones, alternativamente golpearon el arroz en las ricas zonas de producción de Corea y causaron grandes hambrunas. Además, los gobernantes de Joseon elevaron los impuestos sobre los cultivos agrícolas y aumentó el trabajo forzado a los campesinos hambrientos. Las revueltas campesinas en Gyeongsang fueron el desenlace de dicha situación.
Myeong-Yun Yi y Yu Gye-chun organizaron a los agricultores en Jinju en la revuelta contra la Baek y otros funcionarios corruptos y los ricos terratenientes. Los rebeldes mataron a los funcionarios del gobierno local y prendieron fuego a edificios gubernamentales. El sorprendido gobierno de Seúl se apresuró a enviar un investigador a la escena. Sobre la base de sus conclusiones de las prácticas fraudulentas por las autoridades locales, el gobierno se apresuró a revisar la situación de la tierra, los militares y los sistemas de préstamo de granos en un esfuerzo por eliminar tales abusos. Desde el principio, sin embargo, era poco realista esperar, que la clase dominante en el gobierno central, que en sí misma estaba profundamente involucrada en estos fraudes, iba a hacer cambios radicales. Al menos se intentó una leve reforma.
La rebelión agraria en Jinju provocó levantamientos campesinos en otros lugares. En Gyeongsang, y las provincias de Jeolla Chungcheong, en lejana Isla de Jeju y en Hamgyeong Pyeongan y provincias en el norte, grupos de agricultores se levantaron, tomaron las armas, y atacaron las oficinas de gobierno en las principales ciudades. Muchos funcionarios del gobierno fueron ejecutados.
Poco antes del 10 de diciembre de 1863, Choe Je-u fue arrestado acusado de sedición y herejía. Juzgado y encontrado culpable el 5 de abril de 1864, se le decapitó el 15 de abril de ese año en Daegu, en un lugar donde hoy se levanta su estatua.

### Del Donghak al Cheondogyo: modernización
La religión cheondoista ha evolucionado desde el año 1900 con los movimientos de liberación de campesinos Donghak en las provincias del sur de Corea. No fue hasta la llegada del tercer patriarca, Son Byeong-hui, que el Donghak se convirtió en el cheondoismo, convirtiéndose en una verdadera religión. En el año 1905 se cambió el nombre y se realizaron una serie de reformas que modernizaron la religión. Entre las reformas está la eliminación del talismán y otras prácticas mágicas. Sin embargo, el encantamiento se mantuvo.
En 1906, Son introdujo el servicio de domingo (siil sik) (a imagen y semejanza del cristianismo) y varias organizaciones como las de jóvenes (Jeongnyeonhoe).
En la actualidad, el cheondogyo se ha vuelto cada vez más popular en Corea del Sur con el resurgimiento del nacionalismo coreano, y en particular en Corea del Norte, donde, según estadísticas del gobierno, es la religión más importante del país, seguido por el 12% de la población total.

## Teología y prácticas
Según Son Pyong-hui, la doctrina del cheondoismo se basa en la fe, la filosofía y el sistema.
Predica la teología del Cheondogyo que Dios, llamado Haneullim (un concepto tomado de ancestrales creencias chamánicas de Corea) reside en cada uno de nosotros (innaecheon). Se esfuerza por convertir nuestra sociedad en un paraíso terrenal. Se trata de transformar a los creyentes en seres inteligentes y morales, con una "conciencia socialista" elevada. En este sentido, podría ser visto como una religión humanista y social.
Los objetivos del cheondogyo están claramente definidos:
1. apoyar a la nación y al pueblo (輔國安民/boguganmin),
2. difundir la verdad por el mundo (布德天下/podeokcheonha),
3. liberar a la humanidad del sufrimiento (廣濟蒼生/gwangjechangsaeng), y así
4. construir un paraíso en la tierra (地上天國/jisangcheonguk).

Según el cheondoismo, la salvación del ser humano consiste en vivir eternamente en la memoria de la humanidad, especialmente de los descendientes. Para adquirir la salvación, el cheondoismo propone una serie de prácticas, las cuales se presentan más abajo.

### Visión de Dios en el Cheondogyo
En el chendogyo, Dios está presente en todo y en todo lugar (esto es, se trata de una religión panteísta). Además, es transcendente e inmanente.

### Visión del hombre en el chendoismo
Los principales autores para conocer la visión que el cheondoismo tiene del ser humano son Yi Ton-hwa y Paek Semyong. Para el cheondogyo el hombre no es creado por Dios, sino que es causado por Él. El hombre es una "parte eterna del universo eterno". Por ende, no hay un "origen del hombre" como ocurre con el cristianismo.
Para el cheondoismo, la mente del hombre se junta con la de Dios al nacer. Dicho de otra forma, Dios y el hombre son uno (lo cual queda reflejado en el concepto de innaecheon). Sin embargo, al ser absorbido por lo mundano, el hombre pierde su unidad con Dios. Para recuperarla, uno debe cultivarse de forma moral y espiritual
Otra idea es la de que el hombre tiene la esencia de Dios en su interior, y, por ende, el hombre es Dios

### Las cinco prácticas
En el proceso de cultivarse moral y espiritualmente, el cheondoismo propone varias prácticas religiosas, las cuales fueron codificadas y son conocidas por Uiam (Son Byeong-hui)  quien introdujo las cinco prácticas (五款): el encantamiento, el agua pura, el día de servicio, la oración y el arroz de la sinceridad.
1. el encantamiento (jumun): Fue revelado a Choe Cheu durante su experincia religiosa en 1860. Es una petición a Dios para que llene al creyente de virtud y le ayude a mantenerla. Formado por 21 caracteres chinos, está dividido en dos: Los ocho caracteres chinos o "Encantamiento de unión con la energía última" (La última energía aquí y ahora; rezo por su gran descenso) y el "principal texto del encantamiento": Sirviendo a Dios, me transformó para seguir el deseo divino. Eternamente sin olvidar, me vuelvo consciente de todo"[11]
2. el agua pura (cheongsu): la agrupación para el rezo de la tarde a las 9h. Se realiza ante un cuenco de agua que simboliza la armonía, la igualdad, la libertad y la paz[12]
3. el día de servicio: la asamblea formal del domingo. Se reúnen durante una hora entre las 10 y las 11 de la mañana. En esta reunión presentan el incienso, recitan el encantamiento y escuchan un sermón. También cantan himnos de un libro, el Chondokson (Himnos de la Virtud Celestial), que fue publicado en 1907.
4. la oración.
5. el arroz de la sinceridad (seongmi): los granos de arroz guardados durante la preparación cotidiana de la comida y que se dan en ofrenda a la iglesia una vez al mes.

### Otras prácticas
El Cheondogyo posee también otros rituales que pueden dividirse en:
- ipgyo o rituales de entrada en la religión.
- suhaeng o rituales de autodisciplina.
- ginyeomsik o rituales conmemorativos.
- haengsa u observancias o eventos ritualísticos. Cabe destacar el 5 de abril en honor de Choe Jeu o Día del cielo en el cual hay ceremonias públicas y privadas en las que se presenta agua e incienso.

Dentro de estos rituales se pueden destacar dos de ellos: el peregrinaje y éxtasis místico (también llamado entrenamiento religioso).
El peregrinaje (seongji sullye) en el cheondogyo consiste en realizar una ruta durante tres a siete días hecha por alguno de los líderes de la religión para así experimentar sus vivencias y tener comunión con Dios. El primer peregrinaje se hizo en 1982 y se realiza cada año.
El entrenamiento religioso (suryeon) suele realizarse durante una semana en centros de entrenamiento religioso localizados en las montañas y consiste en sentarse de piernas cruzadas en el suelo y entonar el encantamiento en voz alta y en silencio en periodos de dos horas durante doce horas. Suele producir un trance extásico el cual solo es accesible para las mujeres. La recitación del encatamiento es esencial para el trance y Choe Je-u instó a sus seguidores a repetirla de forma ininterrumpida para lograr la unión con Dios (innaecheon).
Según el cheondogyo, este trance místico el qi o energía cósmica se concentra en el cuerpo.

## Escrituras sagradas
El Cheondogyo tiene dos libros que se consideran escrituras sagradas: el Donggyeong Daejeon y el Yongdam Yusa los cuales están compilados en el Cheondogyo Gyeongjeon. Este último también recoge textos de los otros líderes de la religión, a saber, Choe Si-hyeong (Haewol) y Sun Byeong-hi (Uiam) los cuales de conocen por el nombre de los Sermones del Maestro Haeweol y los Sermones del Reverenciado Maestro Euiam.

### Donggyeong Daejeon
El Donggyeong Daejeon fue escrito en hyangchal y estaba destinado a una audiencia educada.
División del libro:
1. Prefacio
2. Escritura Chondogyo
3. Sobre la propagación de la Verdad
4. Una discusión sobre el aprendizaje
5. Sobre el cultivo de la virtud
6. Not So, Yet So (Buryoen Giyeon)
7. Poemas, encantamientos, y otros escritos

Apéndice A. Chendogyo: ¿Qué tipo de religión es?

Apéndice B. Términos importantes e ideas del Chondogyo

Glosario

### Yongdam Yusa
El Yongdam Yusa (Canciones de Yongdam) se escribió en hangul y estaba destinado al pueblo.
El investigador Choeng Jae-ho divide este libro en dos categorías de cuatro y cinco libros cada una.
Los cuatro libros se llaman Naepyeon "libros del interior" y los cinco restantes, Wepyeon ("libros del exterior").
El Naepyeon relata la vida personal de Choe Jeu
1. Yongdamga (Canciones del Estanque del Dragón)
2. Ansim-ga (Canción de consuelo)
3. Gyohun-ga (Canción de Instrucción)
4. Mongjung Noso Mundap-ga (El diálogo entre el joven y el viejo en un sueño).

El Wepyeon está escrito en forma de discursos que dio a sus discípulos sobre la práctica de la religión y su sistema ético.

### Tratados doctrinales
Son Pyong-hui escribió dos tratados en 1899 titulados Susumyong sillok (Verdadero Registro sobre la Recepción y Transmisión de la Luz) y el Kaksjingyon (Escritura sobre la Percepción de la Verdad en el Mundo) en donde añadió sus propias leaboracione sobre las relaciones entre los hombres y el cielo. En el primero, el autor habla de la anturaleza del cielo diciendo que transforma todo, transmite significado y volición a una forma física. ela santidad y la virtud transciende la naturaleza del cielo y pueden ser adquiridas por quienes buscan la Vía con respto y sinceridad. Según Seon, todo el mundo, sin distinción, puede entrar en contacto con lo divino (siguiendo el concepto de innaecheon).Puso énfasis en la conducta correcta y la meditación sobre la enseñanza correcta.
Otros tratados doctrinales son:
- Chondo taewongyon (Escritura sobre el gran origen de la vía del cielo), de Son Pyonghui. Se trata de un tratado filosófico. En este tratado se explica que el Cielo es el nombre dado al Señor de la Creación, que creó todo desde un principio natural (i) y el movimiento de energía (ki).
- Hyongy mundap (Preguntas y respuestas sobre mecanismos profundos) de Son Pyonghui. Es una especie de catecismo, en forma de prguntas y respuestas[18]
- Chondogyoji (Propósito del cheondoismo) y Cheondogyojon (Documentos del cheondogyo) son comentarios doctrinales que exploran la doctrina filosófica del cheondogyo en un intento de relacionarla con las doctrinas de los maestros anteriores del Donghak.
  - El Cheondogyojon establece que el Cielo y Dios son uno y explica el origen de la Vía. En esta obra aparece el concepto de innaecheon (su versión predecesora).
  - El Cheondogyoji tiene un enfoque más social y habla de la importancia de que el individuo se dé cuenta de su verdadera naturaleza, alcance la iluminación y trabaje para la sociedad.

Estos cuatro tratados son la base doctrinal del cheondoísmo. También existen otros tratados como el Chonyak chongjong (La promesa del cielo, la religión correcta), que se centra en los antecedentes de enseñanzas importantes de los tres maestros del Donghak.
El Taejong chongui (Justicia y rectitud de la gran religión), de Seon Pyong-hui se basa en un sermón dado en 1907.

## Demografía
El cheondoísmo tenía cerca de 1.13 millones de seguidores y 280 iglesias en Corea del Sur en 2005, y 2.8 millones de seguidores en Corea del Norte (12.9% de la población total) en 2000.
Los cheondoístas norcoreanos están representados en política por el Partido Chondoísta Chong-u.

## Estudios
Por su importancia en la historia de Corea, existen numerosos estudios del Donghak y del Cheondoísmo. En esta sección, se presentan algunos de los trabajos que tratan esta religión.
- Bucknell, Roderick S. and Paul Bierne. “In Search of the Yongbu: The Lost Talisman of Korea’s Tonghak Religion.” The Review of Korean Studies 4:2 (December 2001): 201-222.
- Cha, Ok-Soong. “The Donghak Religion and the Modernization of Korea: With a Focus on the Donghak Peasant War.”  Tamnon 201 8:3 (2005:11): 235-266.
- Chesneaux, Jean (1973) Peasant revolts in China, 1840-1949. New York: Norton. ISBN 9780393093445
- Cho, Jae-gon. "The Connection of the Sino-Japanese War and the Peasant War of 1894." Korea Journal 34:4 (Winter 1994): 45-58.
- Ch'oe, Tong-hui. "'Eastern Learning': Tonghak Movement and Chundo-gyo." Korea Journal 3:5 (May 1963): 14-19.
- Ch'oe, Tong-hui. "Tonghak Creed: Object of Faith in Eastern Learning." Korea Journal 5:12 (December 1965): 4-8, 12.
- Ch'oe, Tong-hui. "The Life and Thought of Ch'oe Che-u." Korea Journal 11:9 (September 1971): 25-31.
- Ch'oe, Tong-hui. "Tonghak and Korean Thought." Korea Observer 3:2 (January 1971): 26-50.
- Ch'oe, Tong-hui. "Tonghak Thought and Modernization (I), (II)." Korea Journal 13:10 (October 1973): 4-9; 13:11 (November 1973): 31-36.
- Ch'oe, Tong-hui. "Donghak Philosophy." In International Cultural Foundation, ed. Korean Thought. Seoul: The Si-sa-yong-o-sa Publishers, Inc., 1982.
- Chʻŏndogyo (2006) Chʻŏndogyo yaksa. Sŏul Tʻŭkpyŏlsi: Chʻŏndogyo Chungang Chʻongbu Chʻulpʻanbu.
- Chong, Chang-nyeol. "The Study of the Kumgu Party and the Kobu Peasant Uprising." Korea Journal 34:4 (Winter 1994): 6-16.
- Chung, Kiyul (2007) The Donghak concept of God/heaven: religion and social transformation. New York: Peter Lang. ISBN 9780820488219
- Clark, Charles Allen (1961) Religions of old Korea. Seoul: Christian Literature Society of Korea. OCLC: 2624029
- Davies, Daniel (1992) Ch'oe Che-u (1824-1864): The Heavenly Way, unpublished paper.
- Fendler, Karoly. "Austro-Hungarian Sources on the Tonghak Uprising and on the Chinese-Japanese War." In Vestnik Centra Korejskogo Jazyka I Kul'tury, vyp. 3-4. St. Petersburg: St. Petersburg Center for Oriental Studies, 1999.
- Gale, James Soarth (1972) History of the Korean people. Seoul, Korea: Seoul Computer Press. OCLC: 59688347
- Han, U-gun. "Tonghak and the Tonghak Revolt." In Introduction to Korean Studies. Seoul: The National Academy of Sciences, 1986.
- Hiraki, Makoto. "On Prayers in the Tonghak-ism of Korea: A Religious Movement in the 19th Century Korea." Tenri Journal of Religion 14 (December 1980): 65-82.
- Kallander, George. “Chon Pongjun’s 1894 Tonghak Declaration.” In Epistolary Korea: Letters from the Communicative Space of the Choson, 1392-1910, ed. JaHyun Kim Haboush. New York: Columbia University Press, 2009.
- Kallander, George. “Eastern Bandits or Revolutionary Soldiers? The 1894 Tonghak Uprising in Korean History and Memory.”  History Compass 8:10 (October 2010): 1126-1141.
- Kim, Choon Sung. “Donghak: Towards Life and Spirituality.” Korea Journal 42:4 (Winter 2002): 158-186.
- Kim, Chongsuh. "Eastern Learning: An Overcoming of Religious Pluralism." In Kim Chongsuh, ed. Reader in Korean Religion. Songnam: The Academy of Korean Studies, 1993.
- Kim, Han Gu. “A Research into the Genesis and Functions of the Tonghak Movement.” (Hanyang taehakkyo sahoe kwahak taehak) Sahoe kwahak nonch’ong 15 (1996:12): 271-305.
- Kim, KyoungJae. “The Korean Self-Understanding of God from the Perspective of Donghak and Its Thought of the God Experience.” Princeton Theological Monograph Series 70 (2007): 329-336.
- Kim, Kyoung-Jae. “The Korean Self-Understanding of God from the Perspective of Donghak and Its Thought of the God Experience.” In Asian Contextual Theology for the Third Millennium: A Theology of Minjung in Fourth-Eye Formation, ed. Paul S. Chung, Kim Kyoung-Jae, and Veli-Matti Larkkainen. Eugene, Ore.: Pickwick, 2007.
- Kim, Yong Choon. "The Essence of Man in Ch'ondogyo Philosophy." Journal of Social Sciences and Humanities 36 (June 1972): 1-11.
- Kim, Yong Choon. "Aspects of Chondogyo Social Ethics." Korea Observer 4:4 (October 1972): 288-305.
- Kim, Yong Choon. "Essentials of Chondogyo Ethics." Koreana Quarterly 15:3-4 (Fall-Winter 1973): 1-17.
- Kim, Yong Choon. "Ch'ondogyo Thought and Its Significance in Korean Tradition." Korea Journal 15:5 (May 1975): 47-53.
- Kim, Yong Choon. "An Analysis of Early Ch'ondogyo Thought." Korea Journal 17:10 (October 1977): 41-46.
- Kim, Yong Choon. "The Ch'ondogyo Ethics and Its Significance in Korean Tradition." In Che-1 hoe Hangukhak kukche haksul hoeui nonmunjip: Papers of the 1st International Conference on Korean Studies. Songnam: Hanguk chongshin munhwa yonguwon, 1980.
- Kim, Yong Choon. "The Life and Thought of Ch'oe Suun." Korean Culture 13:3 (Fall 1992): 4-13.
- Ko, Seok-kyu. "Activities of the Peasant Army During the Chipkangso Period." Korea Journal 34:4 (Winter 1994): 31-44.
- Lee, Ewha. "A Study of the Relationship between the Reform of Misgovernment and the Kabo Reform." Korea Journal 34:4 (Winter 1994): 76-89.
- Lee, Sang-chan. "A Critical Study of the Popular View of the 'Righteous Army Movement' of 1896." Seoul Journal of Korean Studies 12 (1999): 124-151.
- Lee, Jung Young. "The Development of Indigenous Thinking in Korea: The Tonghak, Chongyok and Chungsan Movements." Asian and Pacific Quarterly of Cultural and Social Affairs 16:3 (Autumn 1984): 1-17.
- Lee, Sun-keun. "Asia in the 1860s and 'Eastern Learning' in Korea." Koreana Quarterly 10:3 (Autumn 1968): 315-321.
- Lee, Young-ho. "The Socioeconomic Background and the Growth of the New Social Forces of the 1894 Peasant War." Korea Journal 34:4 (Winter 1994): 90-100.
- Lee, Young-ho. "Some Issues in the Study of the 1894 Peasant War." Seoul Journal of Korean Studies 7 (December 1994): 171-186.
- Lee, Young-ho. “The Peasant War in 1894 and the Growth of the Peasant Society.” In Korean National Commission for UNESCO, ed. Korean History: Discovery of Its Characteristics and Developments. Elizabeth, NJ: Hollym, 2004.
- Lew, Young Ick. "The Conservative Character of the 1894 Tonghak Peasant Uprising: A Reappraisal with Emphasis on Chon Pong-jun's Background and Motivation." The Journal of Korean Studies 7 (1990): 149-180.
- Mok, Chong-gyun. "The Centripetal and Centrifugal Functions of the Tonghak Movement: With Reference to Communication of the Tonghak Group." Korea Journal 18:5 (May 1978): 50-63.
- Noh, Jong-Sun. “Tonghak and Liberation.” Ching Feng 35 (December 1992): 213-237.
- Noh, Jong Sun. “The Role of Popular Religions and the Formation of Korean Values: Tonghak and the Clash of Civilizations.” In Embracing the Other: The Interaction of Korean and Foreign Cultures: Proceedings of the 1st World Congress of Korean Studies, III. Songnam, Republic of Korea: The Academy of Korean Studies, 2002.
- Oh, John K.C. "Ch'ondogyo and Independence Movements." In C.I. Eugene Kim and Doretha E. Mortimore, eds. Korea's Response to Japan: The Colonial Period, 1910-1945. Kalamazoo, MI: Center for Korean Studies, Western Michigan University, 1977.
- Oh, John Kie-chiang. “Kim Dae-jung and a Populist (Tonghak) Origin of Korean Democracy.” In The Origins of Korean Democracy. Washington, D.C.: Asia Program, Woodrow Wilson International Center for Scholars, 2001.
- Park, Chung-shin. “Tonghak Religion, Peasants, and the Revolutionary Movement in Late Confucian Korea.” Sungshil sahak 9 (1996:5): 23-58.
- Ra, Dong Kwang. “Donghak Movement for the Oppressed.” Tonghak yongu 9-10 (2001:9): 275-293.
- Ra, Dong Kwang. “Donghak and Donghak Movement.” Tonghak yongu 11 (2002): 242-258.
- Ra, Dong-kwang. “The Donghak Movement for the Rural People.” Tonghak yongu 12 (2002): 121-136.
- Ra, Jong-il. "Religion and Politics: A Comparative Study with Emphasis on the Donghak Rebellion and the March First Movement." (Kyonghui taehak sahoe kwahak chosa yonguso) Sahoe kwahak yongu 6 (1979): 120-142.
- Rhee, Hong Beom. Asian Millenarianism: An Interdisciplinary Study of the Taiping and Tonghak Rebellions in a Global Context. Youngstown, NY: Cambria Press, 2007.
- Ryu, Teng-Shik. "Ch'on Do Kyo: Korea's Only Indigenous Religion." Japanese Religions 5:1 (July 1967): 58-XXX.
- Setton, Mark. "Confucian Populism and Egalitarian Tendencies in Tonghak Thought." East Asian History 20 (December 2000): 121-144.
- Shin, Bok-ryong. "A Study of Characteristics of the Dong-Hak Revolution (1860-1894): As a Nationalist Movement." Journal of Social Sciences and Humanities 39 (June 1974): 63-81.
- Shin, Il-ch'ol. "Tonghak Movement and Modernization." Korea Journal 6:5 (May 1966): 16-21.
- Shin, Susan S. "The Tonghak Movement: From Enlightenment to Revolution." Korean Studies Forum 5 (Winter-Spring 1978-1979): 1-79.
- Shin, Susan S. "Tonghak Thought: The Roots of Revolution." Korea Journal 19:9 (September 1979): 11-20.
- Shin, Susan S. "Tonghak Thought: The Roots of Revolution." In The Korean National Commission for UNESCO, ed. Main Currents of Korean Thought. Seoul: The Si-sa-yong-o-sa Publishers, Inc., 1983/Arch Cape, OR: Pace International Research, 1983.
- Shin, Yong-ha. "The Revolutionary Movement of the Tonghak Peasant Army of 1894: Seen vis-a-vis the French Revolution." Korea Journal 29:10 (October 1989): 28-33.
- Shin, Yong-ha. "Establishment of Tonghak and Ch'oe Che-u." Seoul Journal of Korean Studies 3 (December 1990): 83-102.
- Shin, Yong-ha. "Conjunction of Tonghak and the Peasant War of 1894." Korea Journal 34:4 (Winter 1994): 59-75.
- Shin, Yong-ha. Modern Korean History and Korean Nationalism. Seoul: Jimoondang, 2000.
- Shin, Yong-Ha. “A Comparison of the 1894 Peasant Army Revolution and the French Revolution.” In Korean National Commission for UNESCO, ed. Korean History: Discovery of Its Characteristics and Developments. Elizabeth, NJ: Hollym, 2004.
- Suh, Young-hee. "Tracing the Course of the Peasant War of 1894." Korea Journal 34:4 (Winter 1994): 17-30.
- Weems, Benjamin. "The Tonghak Rebellion." Journal of Social Sciences and Humanities 14 (June 1961): 33-48.
- Weems, Benjamin B. (1964) Reform, rebellion, and the heavenly way. Tucson: Published for the Association for Asian Studies by the University of Arizona Press. OCLC: 376642
- Young, Carl. “Tonghak and Son Pyong-hui’s Early Leadership, 1899-1904.” The Review of Korean Studies 5:1 (June 2002): 63-83.
- Young, Carl. “Tonghak in the Aftermath of the Tonghak Rebellion: 1895–1901.” Papers of the British Association for Korean Studies 8 (2003): 67-84.
- Young, Carl. “Tonghak in the Aftermath of the Tonghak Rebellion, 1895-1901.” In Susan Pares, ed. Korea: The Past and the Present: Selected Papers from the British Association for Korean Studies BAKS Papers Series, 1991-2005, volume 1. Kent, England: Global Oriental, 2008.